# Australian Open-mesterskabet i damedouble 2025
Australian Open-mesterskabet i damedouble 2025 var den 99. turnering om Australian Open-mesterskabet i damedouble. Turneringen var en del af Australian Open 2025 og blev spillet i Melbourne Park i Melbourne, Victoria, Australien i perioden 14. - 26. januar 2025 med deltagelse af 64 par.
Mesterskabet blev vundet af Kateřina Siniaková og Taylor Townsend, der levede op til deres status som topseedede, da de i den 2 timer og 27 minutter lange finale besejrede tredjeseedede Hsieh Su-Wei og Jeļena Ostapenko med 6-2, 6-7(4), 6-3. Hsieh og Ostapenko formåede at fremtvinge et tredje sæt på trods af, at de undervejs var bagud med 2-6, 3-5. Siniaková og Townsend vandt dermed deres anden grand slam-titel som makkere, efter at de havde vundet deres første grand slam-titel ved Wimbledon-mesterskabet i 2024. Kateřina Siniaková vandt sin 10. grand slam-titel i damedouble, idet hun tidligere havde vundet syv titler sammen med Barbora Krejčíková og en titel med Coco Gauff som makker, og hun blev dermed den første spiller til at nå det antal grand slam-titler i damedouble, siden Martina Hingis vandt sin tiende titel ved Wimbledon i 2015. Det var samtidig tjekkens 29. WTA-titel i damedouble. Taylor Townsend vandt sin anden grand slam-titel i damedouble og den ottende doubletitel på WTA Tour.
Siden Ruslands invasion af Ukraine i begyndelsen af 2022 havde tennissportens styrende organer, WTA, ATP, ITF og de fire grand slam-turneringer, tilladt, at spillere fra Rusland og Hviderusland fortsat kunne deltage i grand slam-turneringer samt turneringer på ATP Tour og WTA Tour, men de kunne ikke stille op under landenes navne eller flag, og spillerne fra de to lande deltog derfor i turneringen under neutralt flag.

## Pengepræmier og ranglistepoint
Den samlede præmiesum til spillerne i damedouble androg A$ 5.182.000 (ekskl. per diem), hvilket var en stigning på 10,3 % i forhold til året før.
| Resultat               | Pengepræmier | Pengepræmier | Ændring ift. 2024 | WTA-point |
| Resultat               | Pr. par      | Total        | Ændring ift. 2024 | WTA-point |
| ---------------------- | ------------ | ------------ | ----------------- | --------- |
| Vindere (1)            | A$ 810.000   | A$ 810.000   | +11,0 %           | 2.000     |
| Finalister (1)         | A$ 440.000   | A$ 440.000   | +10,0 %           | 1.300     |
| Semifinalister (2)     | A$ 250.000   | A$ 500.000   | +9,9 %            | 780       |
| Kvartfinalister (4)    | A$ 142.000   | A$ 568.000   | +10,9 %           | 430       |
| Tabere i 3. runde (8)  | A$ 82.000    | A$ 656.000   | +9,3 %            | 240       |
| Tabere i 2. runde (16) | A$ 58.000    | A$ 928.000   | +9,4 %            | 130       |
| Tabere i 1. runde (32) | A$ 40.000    | A$ 1.280.000 | +11,1 %           | 10        |
| Samlet præmiesum       | -            | A$ 5.182.000 | +10,3 %           | -         |

## Turnering

### Deltagere
Turneringen havde deltagelse af 64 par, der var fordelt på:
- 57 direkte kvalificerede par i form af deres ranglisteplacering.
- 7 par, der havde modtaget et wildcard.

#### Seedede par
De 16 bedst placerede af parrene på WTA's verdensrangliste blev seedet:
| Seedning | Rang. | Rang. | Spillere                             | Resultat        |
| Seedning | Sum   | Ind.  | Spillere                             | Resultat        |
| -------- | ----- | ----- | ------------------------------------ | --------------- |
| 1        | 5     | 1 4   | Kateřina Siniaková Taylor Townsend   | Mestre          |
| 2        | 5     | 3 2   | Gabriela Dabrowski Erin Routliffe    | Semifinalister  |
| 3        | 13    | 6 7   | Hsieh Su-Wei Jeļena Ostapenko        | Finalister      |
| 4        | 19    | 9 10  | Sara Errani Jasmine Paolini          | Anden runde     |
| 5        | 21    | 16 5  | Chan Hao-Ching Ljudmyla Kitjenok     | Tredje runde    |
| 6        | 21    | 8 13  | Elise Mertens Ellen Perez            | Anden runde     |
| 7        | 39    | 15 24 | Asia Muhammad Demi Schuurs           | Tredje runde    |
| 8        | 41    | 23 18 | Anna Danilina Irina Khromatjeva      | Første runde    |
| 9        | 53    | 26 27 | Kristina Mladenovic Zhang Shuai      | Kvartfinalister |
| 10       | 56    | 22 34 | Sofia Kenin Monica Niculescu         | Første runde    |
| 11       | 63    | 17 46 | Veronika Kudermetova Ena Shibahara   | Anden runde     |
| 12       | 67    | 36 31 | Guo Hanyu Aleksandra Panova          | Tredje runde    |
| 13       | 68    | 56 12 | Tímea Babos Nicole Melichar-Martinez | Tredje runde    |
| 14       | 71    | 52 19 | Marie Bouzková Bethanie Mattek-Sands | Første runde    |
| 15       | 75    | 55 20 | Beatriz Haddad Maia Laura Siegemund  | Tredje runde    |
| 16       | 76    | 32 44 | Leylah Fernandez Nadija Kitjenok     | Tredje runde    |

#### Wildcards
Syv par modtog et wildcard til hovedturneringen.
| Spillere                        | Resultat     |
| ------------------------------- | ------------ |
| Destanee Aiava Maddison Inglis  | Første runde |
| Kimberly Birrell Olivia Gadecki | Tredje runde |
| Lizette Cabrera Taylah Preston  | Første runde |
| Jaimee Fourlis Petra Hule       | Første runde |
| Talia Gibson Maya Joint         | Første runde |
| Priscilla Hon Daria Saville     | Første runde |
| Peangtarn Plipuech Tsao Chia-Yi | Første runde |

### Resultater

#### Kvartfinaler, semifinaler og finale
| Kateřina Siniaková |
| Taylor Townsend    |

| Kristina Mladenovic |
| Zhang Shuai         |

| Kateřina Siniaková |
| Taylor Townsend    |

| Mirra Andrejeva |
| Diana Sjnajder  |

| Mirra Andrejeva |
| Diana Sjnajder  |

| Kamilla Rakhimova   |
| Sara Sorribes Tormo |

| Kateřina Siniaková |
| Taylor Townsend    |

| Marta Kostjuk       |
| Elena-Gabriela Ruse |

| Hsieh Su-Wei     |
| Jeļena Ostapenko |

| Hsieh Su-Wei     |
| Jeļena Ostapenko |

| Hsieh Su-Wei     |
| Jeļena Ostapenko |

| Miyu Kato      |
| Renata Zarazúa |

| Gabriela Dabrowski |
| Erin Routliffe     |

| Gabriela Dabrowski |
| Erin Routliffe     |

#### Første, anden og tredje runde
| Kateřina Siniaková |
| Taylor Townsend    |

| Fanny Stollár |
| Lulu Sun      |

| Kateřina Siniaková |
| Taylor Townsend    |

| Caroline Dolehide |
| Ashlyn Krueger    |

| Shuko Aoyama |
| Eri Hozumi   |

| Shuko Aoyama |
| Eri Hozumi   |

| Kateřina Siniaková |
| Taylor Townsend    |

| Jaqueline Cristian |
| Camilla Rosatello  |

| Leylah Fernandez |
| Nadija Kitjenok  |

| Cristina Bucșa |
| Jana Sizikova  |

| Jaqueline Cristian |
| Camilla Rosatello  |

| Talia Gibson |
| Maya Joint   |

| Leylah Fernandez |
| Nadija Kitjenok  |

| Leylah Fernandez |
| Nadija Kitjenok  |

| Kristina Mladenovic |
| Zhang Shuai         |

| McCartney Kessler |
| Arantxa Rus       |

| Kristina Mladenovic |
| Zhang Shuai         |

| Irina-Camelia Begu |
| Ingrid Martins     |

| Peyton Stearns |
| Luisa Stefani  |

| Peyton Stearns |
| Luisa Stefani  |

| Kristina Mladenovic |
| Zhang Shuai         |

| Linda Nosková  |
| Heather Watson |

| Chan Hao-Ching    |
| Ljudmyla Kitjenok |

| Harriet Dart |
| Diane Parry  |

| Harriet Dart |
| Diane Parry  |

| Olga Danilović      |
| Anastasija Potapova |

| Chan Hao-Ching    |
| Ljudmyla Kitjenok |

| Chan Hao-Ching    |
| Ljudmyla Kitjenok |

| Sara Errani     |
| Jasmine Paolini |

| Priscilla Hon |
| Daria Saville |

| Sara Errani     |
| Jasmine Paolini |

| Angelica Moratelli |
| Katarzyna Piter    |

| Mirra Andrejeva |
| Diana Sjnajder  |

| Mirra Andrejeva |
| Diana Sjnajder  |

| Mirra Andrejeva |
| Diana Sjnajder  |

| Aleksandra Krunić |
| Nina Stojanović   |

| Kimberly Birrell |
| Olivia Gadecki   |

| Kimberly Birrell |
| Olivia Gadecki   |

| Kimberly Birrell |
| Olivia Gadecki   |

| Ulrikke Eikeri  |
| Makoto Ninomiya |

| Ulrikke Eikeri  |
| Makoto Ninomiya |

| Marie Bouzková        |
| Bethanie Mattek-Sands |

| Veronika Kudermetova |
| Ena Shibahara        |

| Peangtarn Plipuech |
| Tsao Chia-Yi       |

| Veronika Kudermetova |
| Ena Shibahara        |

| Julija Putintseva |
| Wang Xiyu         |

| Wang Xinyu   |
| Zheng Saisai |

| Wang Xinyu   |
| Zheng Saisai |

| Wang Xinyu   |
| Zheng Saisai |

| Rebecca Šramková |
| Viktorija Tomova |

| Kamilla Rakhimova   |
| Sara Sorribes Tormo |

| Jiang Xinyu |
| Wang Yafan  |

| Rebecca Šramková |
| Viktorija Tomova |

| Kamilla Rakhimova   |
| Sara Sorribes Tormo |

| Kamilla Rakhimova   |
| Sara Sorribes Tormo |

| Anna Danilina     |
| Irina Khromatjeva |

| Elise Mertens |
| Ellen Perez   |

| Jaimee Fourlis |
| Petra Hule     |

| Elise Mertens |
| Ellen Perez   |

| Destanee Aiava  |
| Maddison Inglis |

| Marta Kostjuk       |
| Elena-Gabriela Ruse |

| Marta Kostjuk       |
| Elena-Gabriela Ruse |

| Marta Kostjuk       |
| Elena-Gabriela Ruse |

| Bernarda Pera      |
| Sabrina Santamaria |

| Guo Hanyu         |
| Aleksandra Panova |

| Julia Grabher |
| Tara Moore    |

| Bernarda Pera      |
| Sabrina Santamaria |

| Lizette Cabrera |
| Taylah Preston  |

| Guo Hanyu         |
| Aleksandra Panova |

| Guo Hanyu         |
| Aleksandra Panova |

| Tímea Babos              |
| Nicole Melichar-Martinez |

| Hailey Baptiste |
| Caty McNally    |

| Tímea Babos              |
| Nicole Melichar-Martinez |

| Katarzyna Kawa       |
| Kimberley Zimmermann |

| Jekaterina Aleksandrova |
| Yuan Yue                |

| Jekaterina Aleksandrova |
| Yuan Yue                |

| Tímea Babos              |
| Nicole Melichar-Martinez |

| Xu Yifan      |
| Yang Zhaoxuan |

| Hsieh Su-Wei     |
| Jeļena Ostapenko |

| Alycia Parks |
| Tang Qianhui |

| Xu Yifan      |
| Yang Zhaoxuan |

| Tereza Mihalíková |
| Olivia Nicholls   |

| Hsieh Su-Wei     |
| Jeļena Ostapenko |

| Hsieh Su-Wei     |
| Jeļena Ostapenko |

| Asia Muhammad |
| Demi Schuurs  |

| Jéssica Bouzas Maneiro |
| Yvonne Cavallé Reimers |

| Asia Muhammad |
| Demi Schuurs  |

| Anna Blinkova |
| Wu Fang-Hsien |

| Anna Blinkova |
| Wu Fang-Hsien |

| Jodie Burrage |
| Clara Tauson  |

| Asia Muhammad |
| Demi Schuurs  |

| Elisabetta Cocciaretto |
| Ljudmila Samsonova     |

| Miyu Kato      |
| Renata Zarazúa |

| Anna Bondár     |
| Moyuka Uchijima |

| Elisabetta Cocciaretto |
| Ljudmila Samsonova     |

| Miyu Kato      |
| Renata Zarazúa |

| Miyu Kato      |
| Renata Zarazúa |

| Sofia Kenin      |
| Monica Niculescu |

| Beatriz Haddad Maia |
| Laura Siegemund     |

| Quinn Gleason |
| Suzan Lamens  |

| Beatriz Haddad Maia |
| Laura Siegemund     |

| Magda Linette  |
| Giuliana Olmos |

| Lucia Bronzetti   |
| Anhelina Kalinina |

| Lucia Bronzetti   |
| Anhelina Kalinina |

| Beatriz Haddad Maia |
| Laura Siegemund     |

| Varvara Gracheva    |
| Oksana Kalasjnikova |

| Gabriela Dabrowski |
| Erin Routliffe     |

| Maia Lumsden |
| Anna Sisková |

| Maia Lumsden |
| Anna Sisková |

| Danielle Collins |
| Desirae Krawczyk |

| Gabriela Dabrowski |
| Erin Routliffe     |

| Gabriela Dabrowski |
| Erin Routliffe     |